# Grijze bosbodem
Grijze bosbodem is een bodemtype dat zich vooral onder bladverliezende bossen vormt met een grasbedekking in gematigde vochtige landklimaten. Het bodemtype vormt zich op löss-dekleem, carbonaat-morenes en ander moedergesteente. Deze zijn vaak rijk aan calcium en een percolatief waterregime. Alle vormen van grijze bosbodems kennen een vorm van podzolisatie, maar dit proces verloopt langzamer dan bij gewone podzolbodems, als gevolg van de moeilijkere waterdoorlaatbaarheid van moedergesteente, verzadiging van eigen calcium en soortgelijke factoren.